# テオドル・レシェティツキ
テオドール・レシェティツキ（ポーランド語: Teodor Leszetycki、またはTheodor Leschetizky、1830年6月22日 - 1915年11月14日）は、ウィーンで活躍したピアノ教師、作曲家、ピアニストである。

## 経歴
オーストリア帝国に属するガリツィア・ロドメリア王国のランツフート（現ポーランド領ワンツト）に生まれる。父親から音楽教育を受けるが、早くから神童として知られ、9歳でピアニストとして舞台に立つ。
その後まもなく一家はウィーンに移り、ウィーン音楽院でベートーヴェンの弟子であったカール・チェルニーにピアノを、音楽理論家ジーモン・ゼヒターに作曲を師事。18歳のころにはウィーンで名の知られたピアニスト・ピアノ教師となっていた。
1852年サンクトペテルブルクに移住、アントン・ルビンシテインと親交を結び、62年にはルビンシテインの要請で音楽院のピアノ学部長に就任している。
その後78年にウィーンに戻り、ここでも多くの弟子を持つ。チェルニー同門のフランツ・リストと共につとに有名であり、現在のピアニストに続く系譜を築いた。
1906年2月18日、彼はヴェルテ・ミニョンの自動ピアノのために、自作7曲を含む12個のピアノロールを録音した。

## 弟子
弟子にアルトゥル・シュナーベル、イグナツィ・パデレフスキ、ミェチスワフ・ホルショフスキ、エリー・ナイ、イグナツ・フリードマンなどがいる。また、サミュエル・バーバーやレナード・バーンスタインを教えたイサベラ・ヴェンゲーロワのように、優れたピアノ教師となった弟子も多い。
ダニエル・バレンボイムは、レシェティツキに大きな影響を受けたピアニストたちを「ドイツ派」としてまとめており、上述のシュナーベル、エドウィン・フィッシャー、ヴィルヘルム・バックハウス、ヴァルター・ギーゼキング、ヴィルヘルム・ケンプらの名前を挙げている。
但し、パデレフスキやフリードマン、オーギュスト・ド・ラドワン、ホルショフスキなどはポーランドのピアニズムを継承しており、またレシェティツキの妻だったアンナ・エシポワやマーク・ハンブルグ、オシップ・ガブリロヴィッチ、ウラディミール・ドロズドフなどはロシアピアニズムの影響下にあった。シュナーベルや、エリー・ナイのようなドイツ派はむしろ例外的である。レシェティツキが特定のメソッドを持たなかったという証言と一致している。